# 당진꿈나래학교
당진꿈나래학교는 충청남도 당진시에 있는 공립 특수학교이다.

## 연혁
- 2018년 12월 7일 : 당진꿈나래학교 설립인가(지적장애, 지체장애, 정서장애 특수학교)
- 2021년 3월 1일 : 개교 : 20학급 편성(초등 8학급, 중등 6학급, 고등 4학급, 전공 2학급)
- 2021년 3월 1일 : 초대 문영옥 교장 취임
- 2021년 3월 4일 : 제1회 입학식(학생 95명)
- 2022년 1월 7일 : 제1회 졸업식: 학생 수 총 16명
- 2022년 3월 2일 : 제2회 입학식: 학생 수 총 39명
- 2022년 9월 1일 : 제2대 김홍석 교장 취임
- 2023년 2월 10일 : 제2회 졸업식: 학생 수 총 24명
- 2023년 3월 2일 : 제3회 입학식: 학생 수 총 33명
- 2024년 1월 4일 : 제3회 졸업식: 학생 수 총 43명
- 2024년 3월 1일 : 제3대 인경숙 교장 취임
- 2024년 3월 4일 : 제4회 입학식: 학생 수 총 46명
- 2024년 3월 4일 : 초등학교 12학급, 중학교 6학급, 고등학교 6학급, 전공과 2학급 계 26학급 편성
- 2025년 1월 13일 : 제 4회 졸업식: 학생 수 총 37 명
- 2025년 3월 4일 : 제 5회 입학식: 학생 수 총 44 명
- 2025년 3월 4일 : 초등학교 12학급, 중학교 6학급, 고등학교 6학급, 전공과 2학급 계26학급 편성